# Parafia św. Stanisława Biskupa i Męczennika w Sieluniu
Parafia pw. Świętego Stanisława Biskupa i Męczennika w Sieluniu – rzymskokatolicka parafia należąca do dekanatu Różan, diecezji łomżyńskiej, metropolii białostockiej.

## Historia
Parafia została erygowana w XIII wieku. Dokument erekcyjny parafii był odnowiony w 1387 roku przez biskupa płockiego Ścibora. 

## Kościół parafialny

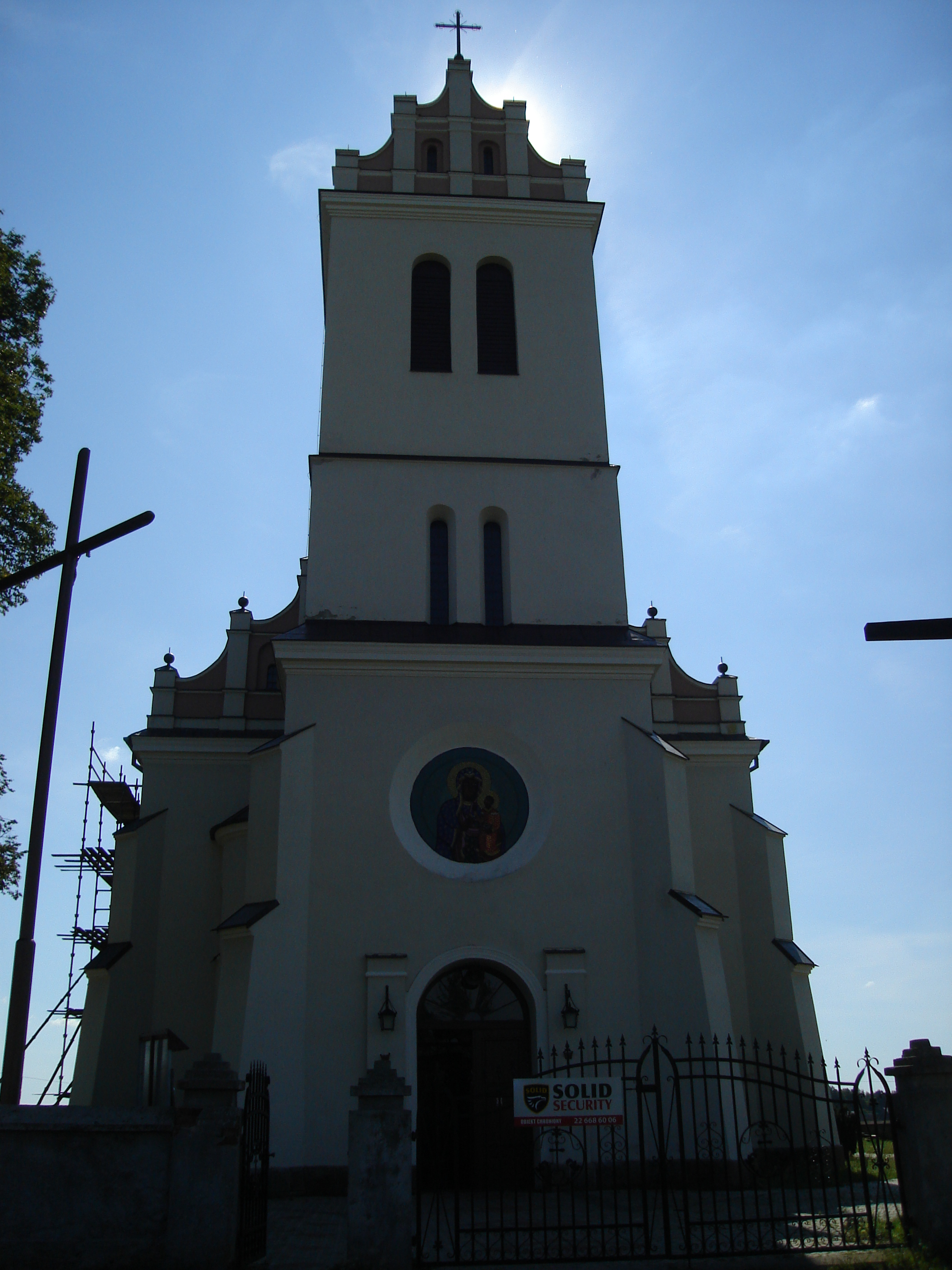
Widok z przodu
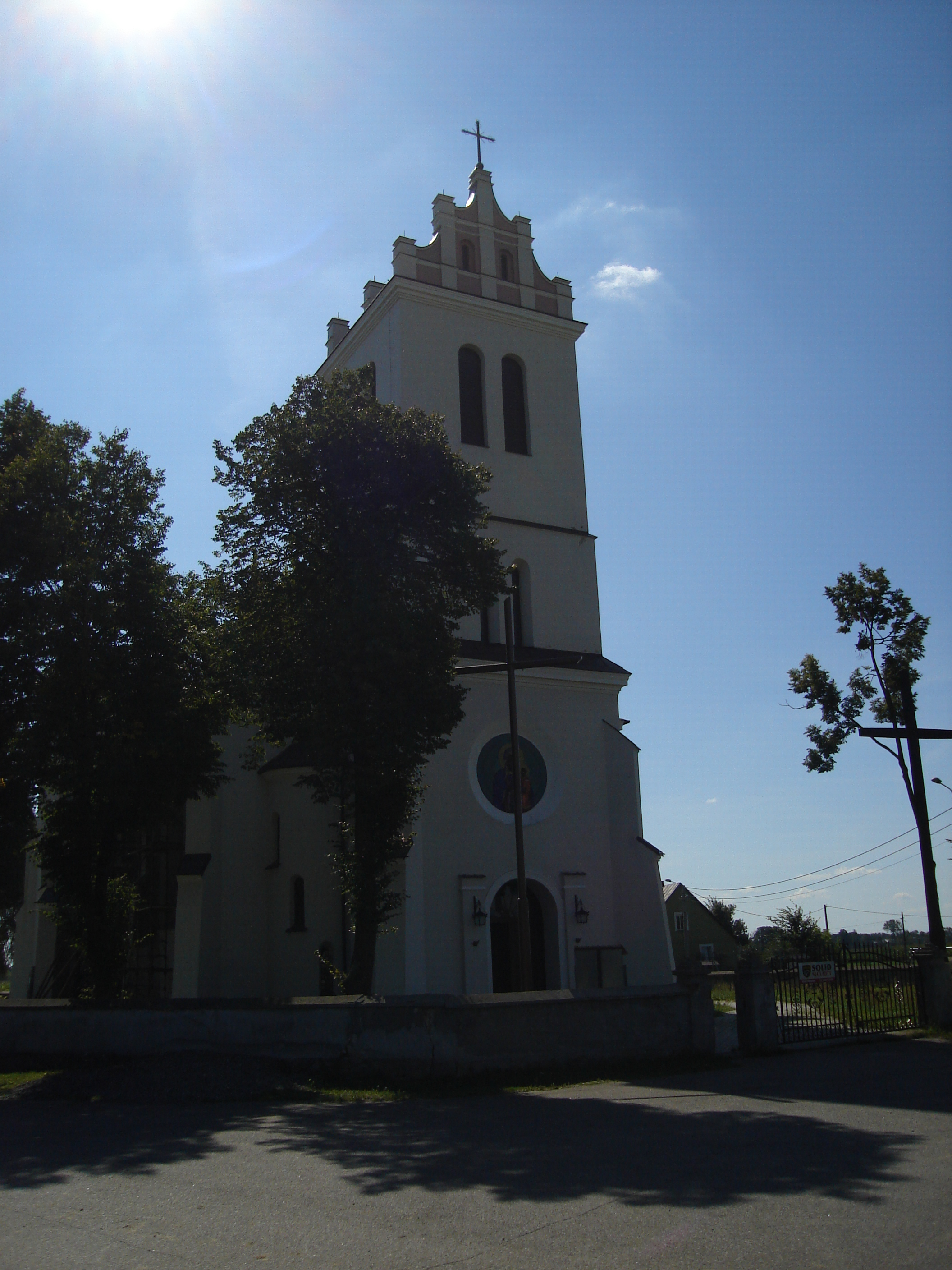
Widok z przodu
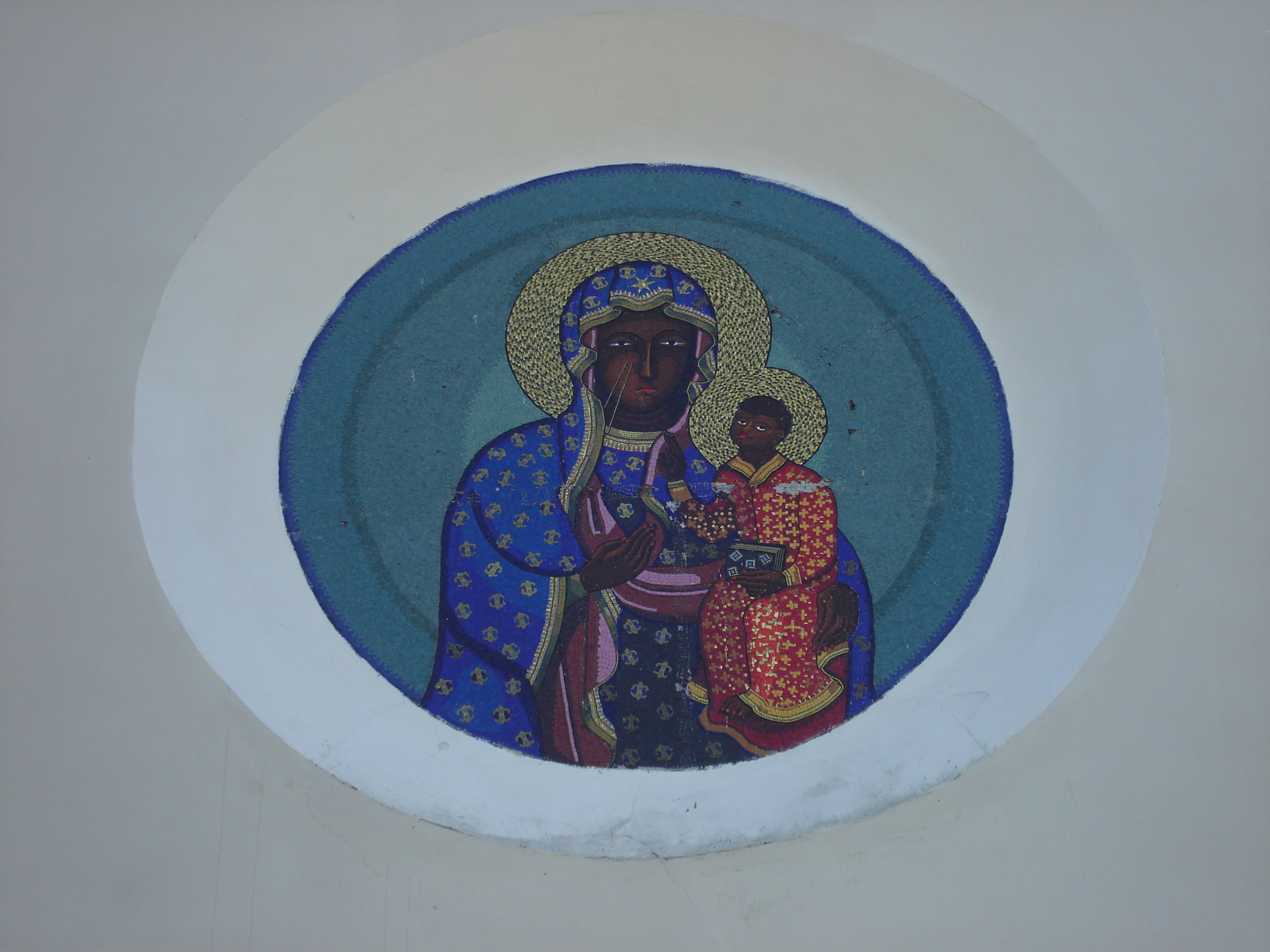
Malunek nad wejściem
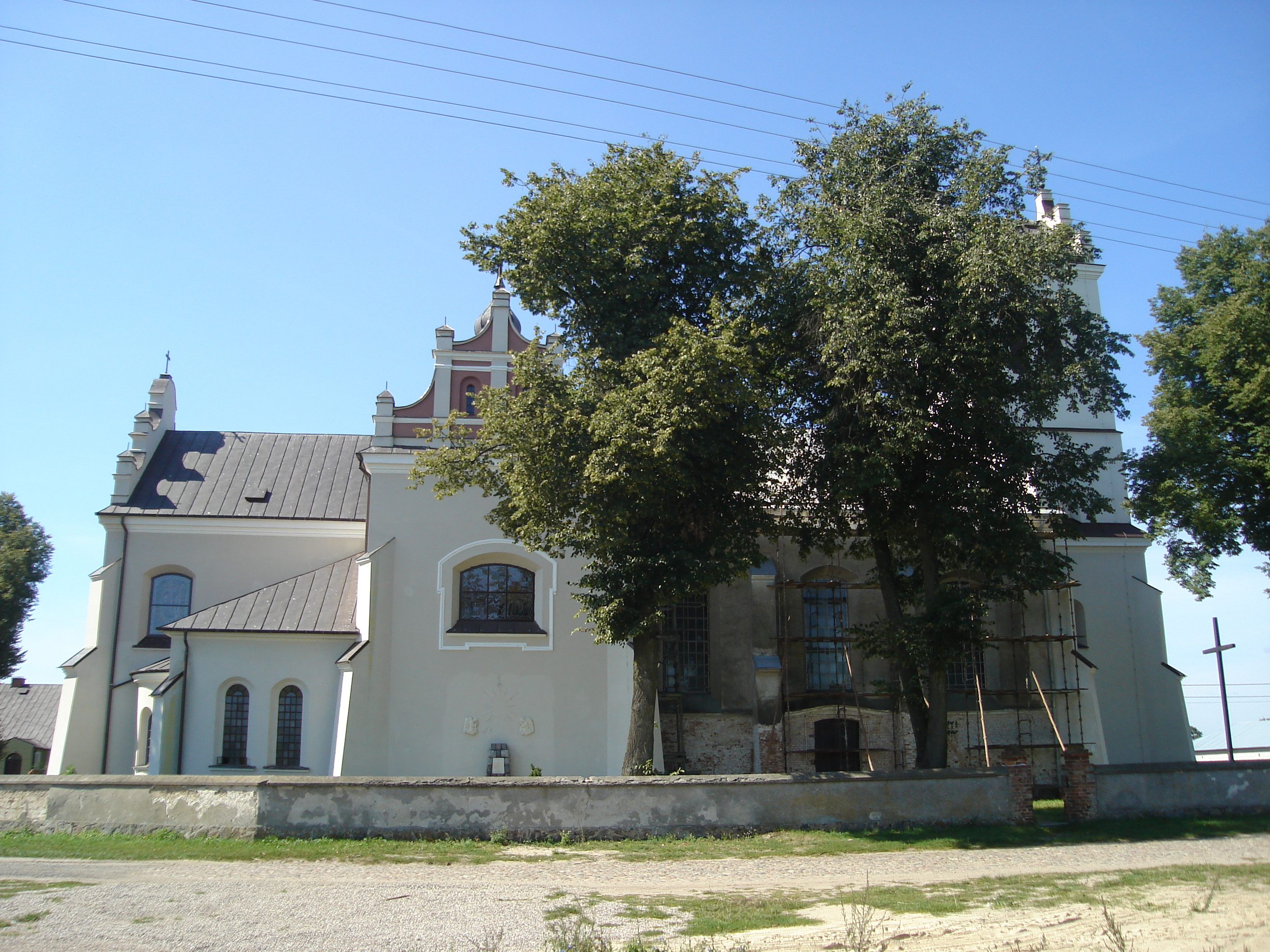
Widok z lewej strony
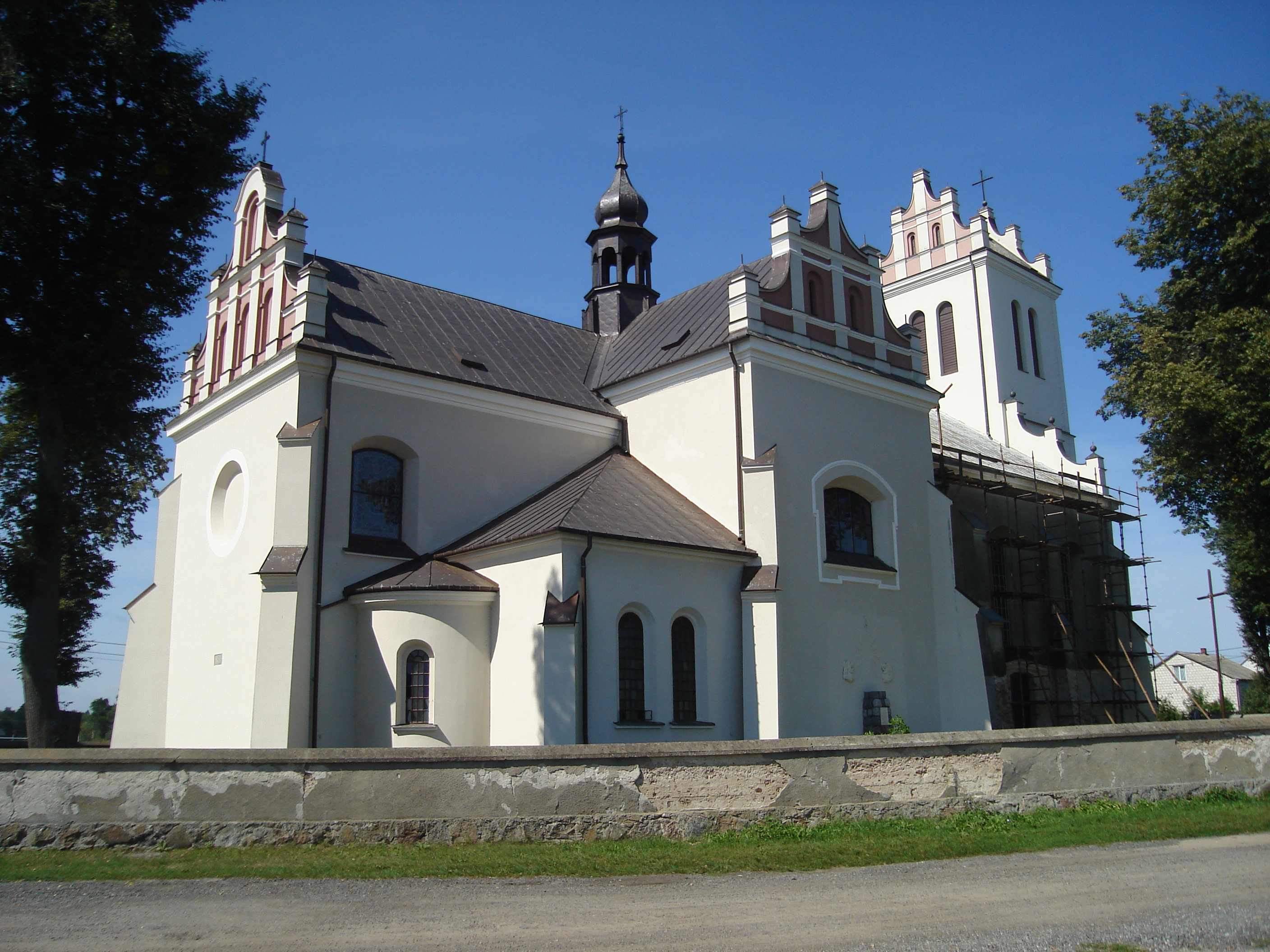
Widok z lewej strony
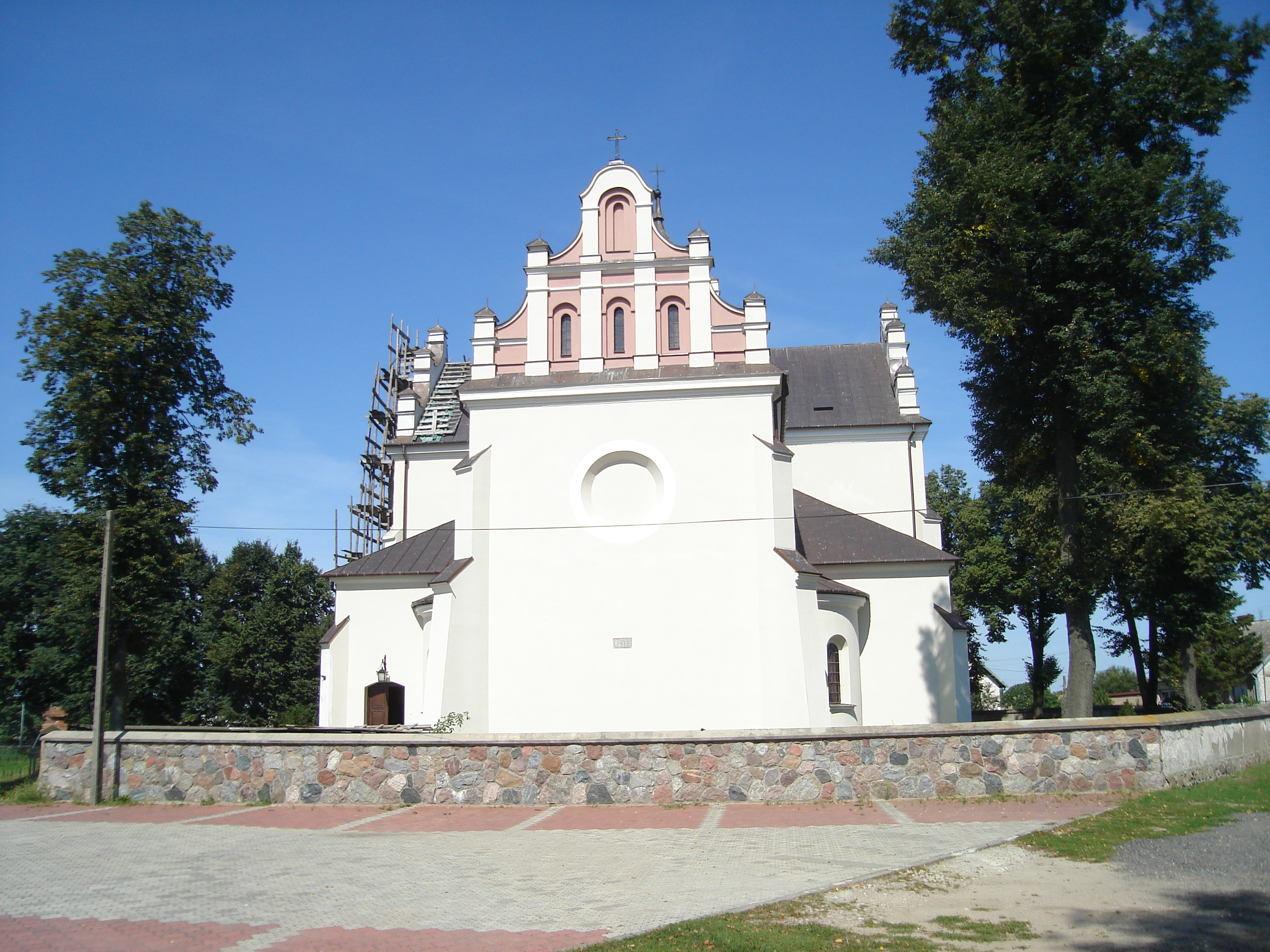
Widok z tyłu
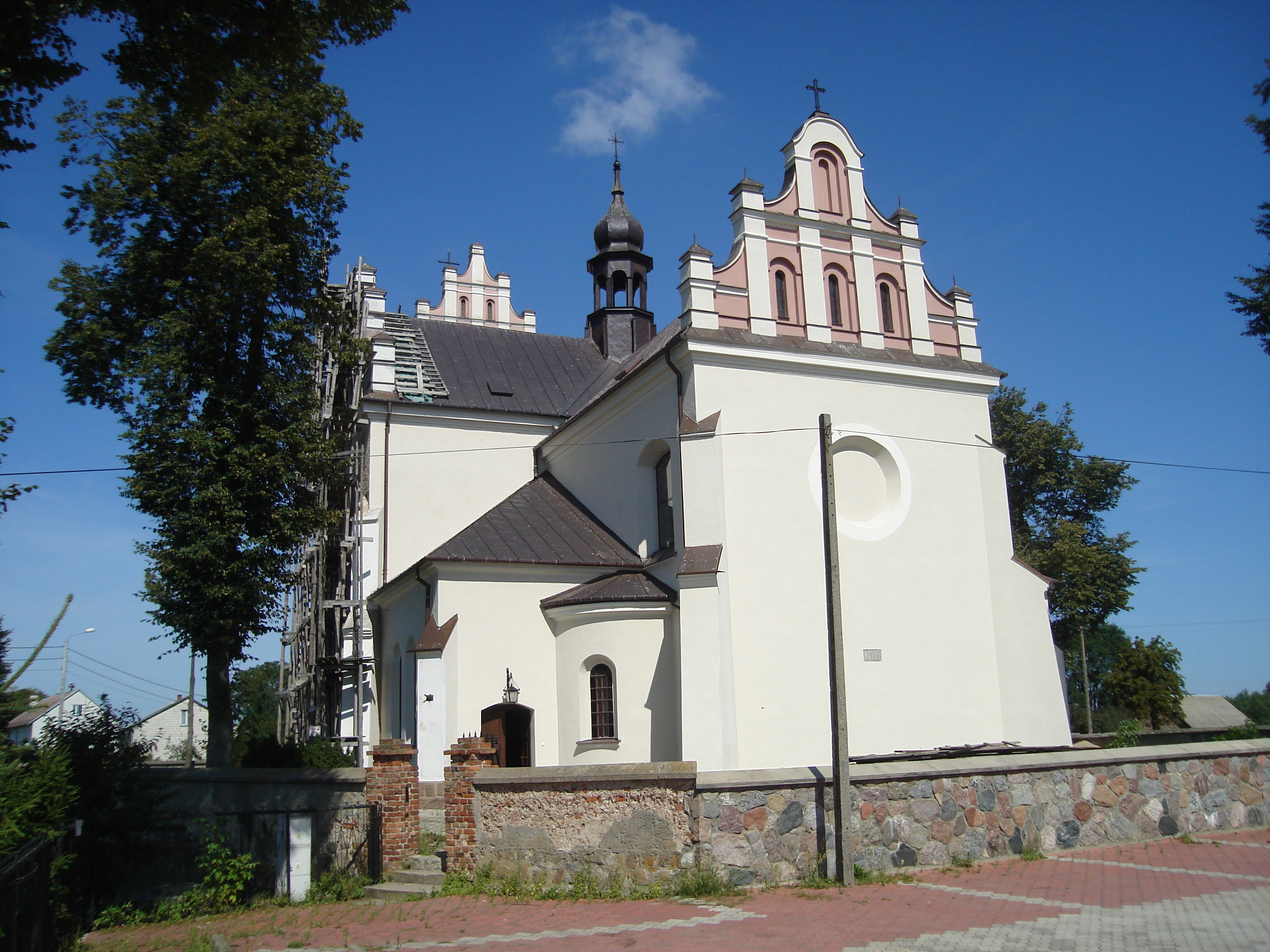
Widok z tyłu
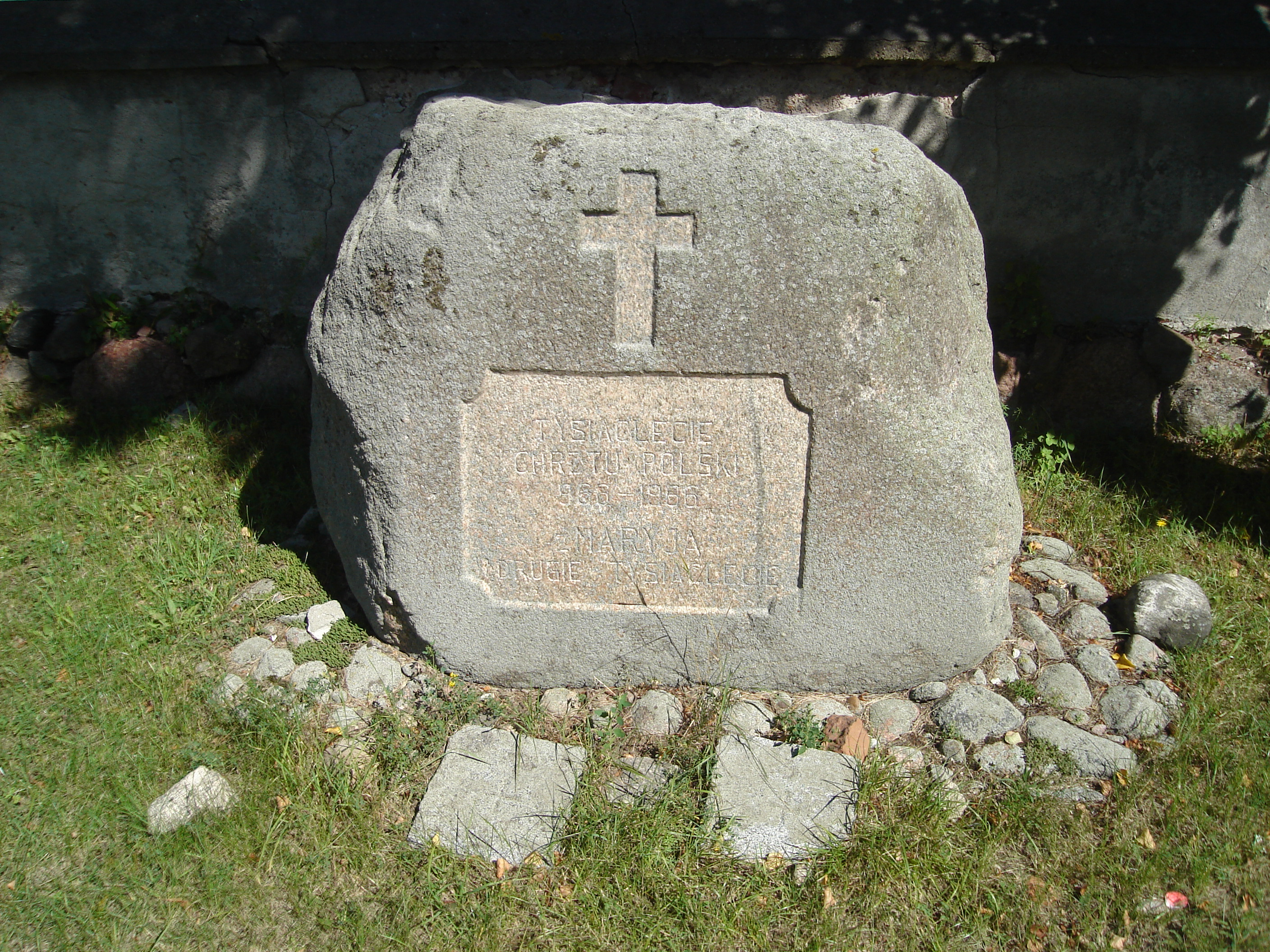
Pamiątkowy głaz na terenie kościoła

## Zasięg parafii
Bullą „Totus Tuus Poloniae Populus” Papieża Jana Pawła II z 25 marca 1992 parafia Sieluń została włączona do diecezji łomżyńskiej z diecezji płockiej.
Do parafii należą wierni z miejscowości:

- Sieluń,
- Chełsty,
- Długołęka-Koski,
- Długołęka Wielka,
- Dyszobaba,
- Gierwaty,
- Glącka,
- Głażewo-Cholewy,
- Głażewo-Święszki,
- Młynarze,
- Modzele,
- Ochenki,
- Ogony,
- Rupin,
- Stare Glinki.